# Литификация
Литификация (от др.-греч. lithos — «скала» и лат. -ific) — процесс, при котором отложения уплотняются под давлением, вытесняют сопутствующие жидкости, сцепляются и постепенно становятся твердой породой. В ходе литификации уменьшается пористость за счет уплотнения и цементации. К литификации относятся все процессы превращения рыхлых отложений в осадочные породы. Окаменение, хотя часто используется как синоним, более конкретно используется для описания замены органического материала кремнеземом при формировании окаменелостей.